# Các cuộc tấn công xuyên biên giới tại Sabah
Các cuộc tấn công Malaysia của Moro là loạt các cuộc tấn công của người Moro (Hồi giáo) từ miền nam Philippines di chuyển vào miền đông Malaysia từ thời thực dân Anh đến nay. Nhiều thường dân bị chết hoặc bị thương, thiệt hại tài sản trong các cuộc tấn công này, làm gia tăng sự căm ghét đối với người Moro và thúc đẩy phong trào bài Philippines của dân vùng Sabah, đặc biệt sau các cuộc tấn công vào các năm 1985, 2000 và 2013.